# Неелов, Владимир Михайлович
Владимир Михайлович Неелов (род. в Санкт-Петербурге) — российский военный эксперт, политолог, публицист, специалист в области стратегических исследований и международных отношений.

## Биография
Родился в Санкт-Петербурге. Окончил школу на Васильевском острове (ныне № 27 им. И. А. Бунина).
Окончил бакалавриат кафедры всеобщей истории Российского государственного педагогического университета имени Герцена, затем — магистратуру факультета международных отношений Санкт-Петербургского государственного университета по специальности «стратегические исследования», обучался в аспирантуре.
Работал в фонде "Центр стратегических разработок «Северо-Запад». Затем проходил службу по контракту в органах ФСБ России. Был экспертом «Центра стратегической конъюнктуры», «Центра стратегических оценок и прогнозов», ПИР-Центра.
Был членом молодёжного отделения Российского Пагуошского комитета при Президиуме Российской академии наук.
Выступал с лекциями о частных военных компаниях в России и за рубежом.
До октября 2018 года оказывал услуги частного бизнес-консалтинга, активно занимался научной и публицистической деятельностью, являлся учредителем АНО «Центр исследования стратегических перспектив», которая в настоящее время ликвидирована.
Консультировал представителей российского бизнеса и государственные органы по вопросам ведения внешнеэкономической деятельности в регионах со сложной политической и военной обстановкой (Филиппины, Сирия, ЮАР, страны СНГ и другие), о деятельности ЧВК и вопросам её законодательного регулирования.
Автор и соавтор нескольких монографий, посвящённых деятельности мировых и отечественных ЧВК (в том числе Группа Вагнера), в том числе в соавторстве с Олегом Валецким.
В сфере его научных интересов — приватизация военной сферы, контроль над вооружениями и мировой рынок вооружений, военно-промышленная политика и глобальная безопасность. Сторонник легализации деятельности частных военных компаний в России.
Публиковался и давал экспертные комментарии для таких СМИ, как «Взгляд», «Московский комсомолец», «Информационные войны», «Радио Sputnik», Федеральное агентство новостей, РБК, News Front, The Defense Post и других.

## Уголовное дело
В конце октября 2018 года Владимир был задержан по обвинению в государственной измене, но свою вину отрицал.
В июле 2020 года был осуждён и приговорён к семи годам строгого режима по ст. 275 УК РФ «Госизмена».
Свидетелем по делу выступал директор МОО «Центр политического анализа и информационной безопасности» Святослав Андрианов.

## Публикации

### Книги
- Неелов В. М. Частные военные компании в России: опыт и перспективы использования. — М.: Центр стратегических оценок и прогнозов, 2013. — 60 с.
- Валецкий О. В., Неелов В. М. Особенности партизанских и противопартизанских действий в ходе Иракской войны (2003—2011). — Пушкино: Центр стратегической конъюнктуры, 2015. — 120 с. — ISBN 978-5-93883-256-5.
- Валецкий О. В., Неелов В. М. Особенности ведения боевых действий в Афганистане (2001—2015). — Пушкино: Центр стратегической конъюнктуры, 2015. — 90 с. — ISBN 978-5-93883-287-9.
- Неелов В. М., Валецкий О. В., Гирин А. В., Маркин А. В. Уроки Ирака. Тактика, стратегия и техника в иракских войнах США. — Пушкино: Центр стратегической конъюнктуры, 2015. — 212 с. — ISBN 978-5-93883-277-0.

### Научные статьи
- Неелов В. М. Частные военные компании и война на Юго-Востоке Украины. — Пушкино: Центр стратегической конъюнктуры, 2015.
- Неелов В. М. Специальные службы Грузии. Институциональный анализ и обзор кадровых перестановок за 2014 год и начало 2015 года. — Пушкино: Центр стратегической конъюнктуры, 2015.
- Неелов В. М. Граждане Грузии и грузинские вооружённые формирования в войне на Донбассе. — М.: Центр стратегических оценок и прогнозов, 2016.
- Неелов В. М. Негосударственные участники военных действий в конфликтах нового поколения. Уроки и возможности для России. — М.: Центр стратегических оценок и прогнозов, 2016.
- Неелов В. М. Военная политика Республики Филиппины. Краткий обзор. — М.: Центр стратегических оценок и прогнозов, 2017.
- Неелов В. М. Причины использования государствами частных военных компаний. Общественно-политический аспект. // Информационные войны. № 2 (42). 2017. С. 22-27.
- Неелов В. М. Частные военные компании и «приватизация войны». // «25 лет внешней политике России»: сборник материалов Х Конвента РАМИ (Москва, 8-9 декабря 2016 г.). В 5 т. Т. 2 Россия и современный мир: политика и безопасность. В 2 ч. Ч. 1 / под общ. ред. А. В. Мальгина; науч. ред. Н. Ю. Кавешников и др. — М.: МГИМО-Университет, 2017. — 500 с. — С. 225—237.
- Неелов В. М. Использование США частных военных компаний в условиях изменения характера и способов ведения войны. // Ученые записки Крымского федерального университета имени В. И. Вернадского. Философия. Политология. Культурология. Том 4 (70). № 3. 2018. С. 118—126.